# Cayouche
 (mars 2021).
Réginald Charles Gagnon, dit Cayouche, est un auteur-compositeur-interprète country canadien d'origine acadienne né le 7 janvier 1949 à Moncton (Nouveau-Brunswick) et mort le 29 mai 2024 à Maisonnette (Nouveau-Brunswick).

## Biographie

### Jeunesse
Né 7 janvier 1949 à Moncton (Nouveau-Brunswick, Canada), Cayouche déménage en compagnie de sa mère en banlieue de Boston (Massachusetts, États-Unis), alors qu'il n'avait que 13 ans.
De 1966 à 1969, il a été dans le Corps des Marines des États-Unis. Il participe à la guerre du Viêt Nam, mais son rôle se limite à décharger des bateaux. Interrogé sur sa carrière militaire, il se défend d'avoir pris une part active au conflit. « J'ai tiré sur personne. Pourquoi l'aurais-je fait? Y m'ont rien fait, eux autres! », déclare-t-il à des journalistes montréalais en 2000,.
Après avoir terminé son service militaire, il retourne au Massachusetts, où il passe les 10 années suivantes. Il revient au Canada en 1979, qu'il sillonne en nomade pendant huit ans, « avec mon sac à dos et ma guitare ». Lorsqu'un journaliste lui fait valoir que son errance ressemble à celle de Jack Kerouac, Cayouche indique qu'il l'ignore, avouant son analphabétisme.

### Le phénomène Cayouche
En 1994, l'artiste, qui vit alors dans une petite maison de Burnsville, un village situé près de Paquetville, auto-produit son premier album officiel, intitulé Un vieux hippy, qu'il enregistre dans un studio de la région de Caraquet. Il forme une maison de production en compagnie de son ami, complice et gérant Jean-Marc Dufour.
Son premier disque, aux accents western qui rappellent la musique de Johnny Cash, de Paul Brunelle et de Willie Lamothe, ne fait pas l'unanimité chez les critiques, mais déclenche un engouement immédiat du « p'tit monde » dont s'inspire l'artiste. Son premier album s'inspire d'ailleurs beaucoup de la vie quotidienne des Acadiens du Nouveau-Brunswick, comme le démontrent les titres à succès comme Export “A” ou encore La Chaîne de mon tracteur.
Au cours des neuf années suivantes, il alterne des tournées dans les villes et villages qui parsèment le littoral acadien du Nouveau-Brunswick en plus d'enregistrer trois autres albums, qui connaîtront tous un grand succès[réf. nécessaire] Moitié-moitié, en 1996 : (L'Alcool au volant), Roule, roule en 1999 (La Reine du bingo) et Last Call, en 2003, (La 6/49).
La renommée de l'auteur-compositeur-interprète traverse les frontières du Nouveau-Brunswick. Il donne quelques spectacles au Québec et dans le Nord de l'Ontario, où il est bien accueilli, particulièrement dans des plus petites villes ou dans des endroits qui comptent une importante diaspora acadienne.
Selon une estimation publiée en 2006, Cayouche a vendu plus de 90 000 exemplaires de ses quatre albums, ce qui en fait un des artistes les plus vendus de l'histoire de la musique populaire en Acadie.

### Retraite
En 2003, Cayouche annonce que son prochain album intitulé Last Call (dernier appel) sera son dernier, expliquant qu'il a pris l'engagement de mettre un terme à sa carrière après 10 ans, dès le début de celle-ci. Il a annoncé qu'il profiterait de sa retraite pour enfourcher sa motocyclette et visiter des endroits « où personne ne me connaît. Le bonheur ; une journée de 22 ou 23 degrés, sur mon bicycle en plein vent ».
Malgré sa retraite, pour des raisons inconnues, Cayouche faisait toujours des tournées en 2009. Il est venu dans la région du Saguenay–Lac-Saint-Jean le 13 juin 2009 à l'occasion de l'exposition agricole et commerciale de Saint-Félicien. Plus récemment, en juin 2010, il est apparu sous le chapiteau du Festival Country de Saint-Antonin dans le Bas-Saint-Laurent. Il a également offert une prestation lors du festival sportif de Saint-Albert en 2009 et 2010, et est présent, depuis quelques années (2012-2013), au Festival Country de Matane, dans la belle Gaspésie, accompagné de sa caisse de bière de marque Alpine et de deux musiciens. Le 5 juillet 2014, il donne un spectacle au Saguenay, dans le cadre du festival de musique Jonquière-en-musique. De plus, le 28 mars 2015 Cayouche donna une prestation à l'Olympia de Montréal.

### Retour
Le 22 juin 2011, Cayouche sort un nouvel album intitulé Le Rappel.

### Mort
Cayouche meurt le 29 mai 2024 à Maisonnette (Nouveau-Brunswick).

## Documentaires
Cayouche a fait l'objet d'un documentaire, intitulé Cayouche, le temps d'une bière (Alpine, 2009), de Maurice André Aubin,.
Il est également interviewé dans le documentaire Épopée (1996), d'Herménégilde Chiasson.